# Шебартуй 2-й
Шебарту́й 2-й (рос. Шебартуй 2-й) — село у складі Ульотівського району Забайкальського краю, Росія. Входить до складу Тангинського сільського поселення.

## Населення
Населення — 155 осіб (2010; 229 у 2002).
Національний склад (станом на 2002 рік):
- росіяни — 99 %